# Královské divadlo (Kodaň)
Královské divadlo (dánsky: Det Kongelige Teater) je národní divadelní instituce Dánska sídlící v Kodani. Je řízena ministerstvem kultury. Za datum svého vzniku považuje rok 1748. Instituce je rozčleněna na několik divizí (opera, balet, drama) a má k dispozici několik budov. Ta nejstarší, na náměstí Kongens Nytorv, byla postavena roku 1874, podle návrhu architekta Vilhelma Dahlerupa, který navrhl ve stylu historismu i mnoho jiných významných dánských staveb 19. století (např. Státní muzeum umění nebo Novou glyptotéku). Je známa jako Stará scéna. Pro tuto budovu se obvykle používá pojmu "národní divadlo" jako synonyma. Stará scéna, která pojme 1400 diváků, je památkově chráněna od roku 1985. Je dobře vidět například ve snímku Dánská dívka. V roce 2004 získal operní soubor novou budovu Operaen. Navrhl ji architekt Henning Larsen, pojme 1500 diváků. V roce 2008 získala novou budovu - Skuespilhuset - i činohra. Na Staré scéně se tak dnes konají především baletní představení. V minulosti divadlo používalo i jiné budovy, například secesní Stærekassen.